# Because I Love
Because I Love is een nummer van de Britse psychedelische rockband Majority One uit 1971.
Het nummer werd geschreven door Peter Mizen en Rob Long en geproduceerd door Jean-Pierre Rawson. Het is opgenomen op het enige album van de band, ook Majority One geheten. Het platenlabel Pink Elephant gaf het nummer in de zomer van 1971 uit op single, met "Get Back Home" als B-kant. Het is de enige single van de band die enig hitsucces gekend heeft. In de Nederlandse Top 40 werd de zesde plek behaald en in de Daverende 30 de achtste. In de Vlaamse Ultratop 50 Singles kwam het tot een 23e plek en in Wallonië tot plek 14.

## NPO Radio 2 Top 2000
| Nummer met noteringen in de NPO Radio 2 Top 2000 | '00  | '01 | '02  | '03  |
| ------------------------------------------------ | ---- | --- | ---- | ---- |
| Because I Love                                   | 1544 | -   | 1699 | 1646 |

1. ↑  Een '-' betekent dat het nummer niet was genoteerd en een vetgedrukt getal geeft de hoogste notering aan.
2. ↑  2000 was het eerste jaar met een notering voor dit nummer.
3. ↑  Deze tabel is bijgewerkt tot en met de laatste editie (2024).